# Carlos Sánchez Monserrat
Carlos Sánchez Monserrat (Madrid, Comunidad de Madrid, España, 5 de mayo de 1973) es un exárbitro de baloncesto español de la liga ACB. Pertenece al Comité de Árbitros de la Comunidad de Madrid.

## Trayectoria
Árbitro desde los 14 años, en 1986, su ascenso fue fulgurante al alcanzar la Liga EBA con 19 y la Liga ACB a los 23, en 1996. Pero su momento más especial se produjo en 2003 fuera de las pistas. Su hermano Jesús, árbitro como él, presentaba una insuficiencia renal y fue el propio Carlos quien pudo donarle un riñón, al ser el único compatible entre su familia.
Sánchez Monserrat compagina su labor arbitral en la Liga ACB con un cargo de responsabilidad en el departamento de recursos humanos en El Corte Inglés.
En septiembre de 2018, el Departamento Arbitral de la ACB decidió no renovar su contrato por decisión técnica, descendiendo así de la Liga ACB junto a Antonio Sacristán, Pedro Munar y Víctor Mas.

## Temporadas
| Categoría        | País   | Año         |
| ---------------- | ------ | ----------- |
| Categorías bases | España | 1986 - 1990 |
| Tercera División | España | 1990 - 1992 |
| Segunda División | España | 1992 - 1994 |
| Liga EBA         | España | 1994 - 1996 |
| Liga ACB         | España | 1996 - 2018 |